# (394) Arduina
(394) Arduina – planetoida z pasa głównego asteroid okrążająca Słońce w ciągu 4 lat i 222 dni w średniej odległości 2,77 j.a. Została odkryta 19 listopada 1894 roku w Marsylii przez Alphonse Borrelly’ego. Nazwa planetoidy pochodzi od Arduenny, galijskiej bogini. Przed jej nadaniem planetoida nosiła oznaczenie tymczasowe (394) 1894 BH.